# MadLife
Đây là một tên người Triều Tiên, họ là Hong.
Hong Min-gi (tiếng Hàn Quốc: 홍민기; sinh ngày 5 tháng 10 năm 1992), còn được gọi là MadLife (tiếng Hàn Quốc: 매드라이프), là một streamer, bình luận viên và cựu tuyển thủ Liên Minh Huyền Thoại chuyên nghiệp người Hàn Quốc. Trong khoảng thời gian còn thi đấu, MadLife đã nổi danh toàn cầu với hai vị tướng Thresh, Blitzcrank  và được xem là "một trong những người chơi hỗ trợ xuất sắc nhất thế giới". Anh còn là á quân Chung kết thế giới mùa 2 trong màu áo Azubu Frost.

## Sự nghiệp thi đấu
MadLife bắt đầu thi đấu chuyên nghiệp từ mùa 2 khi anh chơi cho MiG Frost, một đội tuyển ở Hàn Quốc. Đội sau đó đã đổi sang nhà tài trợ mới là Azubu vào giữa năm 2012 và đổi tên thành Azubu Frost. MadLife cùng đồng đội đã giành được tấm vé vào chơi Chung kết thế giới năm 2012 sau khi toàn thắng 3 ván trước CLG Europe. Azubu Frost sau đó đã tiến được đến trận chung kết và để thua trước đối thủ là Taipei Assassins, kết thúc giải đấu ở vị trí á quân.
MadLife đã ở lại Azubu Frost sau mùa 2 và tiếp tục chơi cho các đội kế thừa của nó sau này. Anh đã thu hút sự chú ý của cộng đồng quốc tế qua màn thể hiện hai vị tướng Thresh và Blitzcrank ở CJ Entus. Năm 2016, MadLife thông báo chia tay Hàn Quốc để ký hợp đồng với một đội challenger ở Bắc Mỹ là Gold Coin United. Tuy vậy, anh đã không thể bay sang Hoa Kỳ trong vài tuần đầu của giải đấu do vấn đề visa. Sau hai thất bại liên tiếp để giành vé chơi tại LCS NA, MadLife đã rời Gold Coin United vào tháng 11 năm 2017. Khi về lại Hàn Quốc vào đầu năm 2018, anh đã nhận được nhiều lời đề nghị từ các đội quốc nội cũng như Trung Quốc, Châu Âu và Thổ Nhĩ Kỳ. Anh đã từ chối tất cả và thay vào đó tập trung vào sự nghiệp streamer của mình. MadLife sau đó đã thông báo từ giã sự nghiệp thi đấu vào ngày 19 tháng 6 năm 2018.